# Claudettes
Pour les articles homonymes, voir Claudette.
Les « Claudettes », en référence à Claude, ou « Clodettes » en référence à « Cloclo », sont les danseuses de Claude François, pionnières en France pour leurs chorégraphies, leurs prestations scéniques et leurs styles vestimentaires.

## Origines
En dessinant les différents mouvements des danses créées par Claude, Michel Bourdais lui suggère de monter un show avec des danseuses. À Las Vegas, cette idée s’ancre dans l’esprit de Claude François, ébloui par les shows américains, et, en 1966, il la met en pratique en intégrant des danseuses à ses spectacles.

## Débuts et carrière
Au début de l’été, Solange Fitoussi est la première engagée et dès le mois d’août, sur quelques chansons de son répertoire, Claude se produit sur scène avec Solange et sa sœur Siska. 
Le 16 septembre 1966, Claude François regarde la première prestation d'Otis Redding sur la chaîne de télévision britannique ITV. Les trois danseuses qui évoluent sur certaines des chansons de l'artiste américain lui donnent l’idée d’adjoindre, pour la beauté visuelle, deux danseuses noires  aux danseuses blanches Solange et Siska,. Sont alors engagées quelques jours plus tard : Cynthia (alias Cindy) Rhodes Pettitgraw-Siméon et Pat Kerr Milicent.

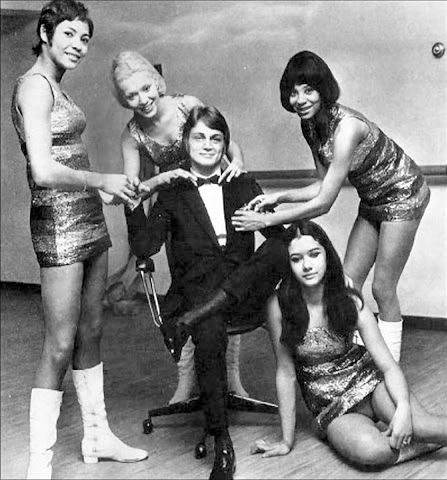
Pour un reportage photo à Milan en 1969, Claude François avec : Maddly Bamy, Lydia Baronian, Nelly Bamy et assise, Peggy Thi-Kim-Lan Nguyen.

La dernière danseuse embauchée par Claude François, l'a été trois jours avant sa mort. On dénombre une trentaine de danseuses Claudettes, entre les années 1966 et 1978.
À partir de 1976 et sur l'idée de Nadine Ligeron surnommée Prisca, un concours de Mini-Claudettes appelées les Clodinettes, est organisé dans toute la France et elles sont également montées sur scène lors de quelques concerts de Claude.

## Mise en scène
Lorsque Claude François se produit sur la scène de l'Olympia du 8 au 25 décembre 1966 les quatre jeunes femmes, Cynthia Rhodes, Pat Kerr Milicent, Siska et Solange Fitoussi, l'accompagnent dans certaines de ses chorégraphies. 
Pour ces chorégraphies, il s'est directement inspiré de celles d'Ike and Tina Turner et de leur formation de danseuses, « The Ikettes ».
Tina Turner a une façon de danser extrêmement énergique, laquelle ressemble à celle dont Claude François a fait preuve depuis ses débuts ; plusieurs éléments qu'il va reprendre en les améliorant sont inspirés du groupe : tenues sexy, danseuses à l'unisson, certains des pas sont également dansés par la chanteuse, orchestre en arrière-plan. « The Ikettes » de Ike and Tina Turner ont un nom qui s'inspire des choristes de Ray Charles depuis 1958 (« The Raelettes », précédemment « The Cookies »). Des Ikettes ont donc dérivé les Claudettes, l'autre point commun étant que l'orchestre se situe dans les deux cas à l'arrière-plan et sur toute la largeur de la scène, afin que chaque musicien puisse être bien identifié du public. Les améliorations imaginées par Claude François pour les Claudettes consistent à leur donner un rôle beaucoup plus visible que celui des Ikettes, un rôle de premier plan.
Un soin particulier est apporté par Claude François à la conception et à la réalisation des tenues de scène des Claudettes. Lors d'un gala, elles pouvaient changer de tenue plus de dix fois. Le changement de tenue est censé être particulièrement rapide, en mettant à profit une chanson interprétée par le chanteur seul sur scène, ce qui ne leur laisse qu'environ trois minutes à chaque fois. Au fil des années, de nouvelles tenues apparaissent afin d'assurer un renouvellement constant. En règle générale, celles-ci sont esquissées par Claude François et réalisées par des couturiers de renom, comme Gérard Vicaire — la grande maison spécialiste des costumes de cirque et de music hall, du strass et des paillettes, dans son atelier du 9e arrondissement à Paris —, Reinhard Luthier ou Loris Azzaro,  et avec le plus grand soin. Par exemple, les bikinis de style brésilien, argentés en strass utilisés de 1977 à 1978 avaient coûté 3 000 francs pièce, ce qui équivaut à 1 500 euros de 2012.

## Membres
Plus de trente Claudettes se succèdent en douze années ; la durée de l'engagement d'une danseuse varie de quelques jours seulement jusqu'à plusieurs années, par exemple, huit ans pour Peggy, sur décision de Claude François.
Les premières années, les Claudettes sont au nombre de quatre. Par la suite, en fonction des spectacles, leur nombre est passé à cinq ou six.
Leur âge s'échelonne approximativement de dix-sept à vingt-sept ans. Certaines, comme Peggy, ont commencé très jeunes, à seize ans et demi. Dans une interview de 1986, Julie Lacroix déclare qu'à vingt-sept ans, elle se trouve déjà trop âgée pour continuer à figurer au sein des Claudettes et elle fait part à Claude peu avant son décès, de son intention de cesser son activité de Claudette.
Les Claudettes :
- Cynthia (alias Cindy) Rhodes Pettitgraw-Siméon
- Pat Kerr Milicent
- Siska Fitoussi
- Solange Fitoussi
- Lydia Baronian-Urtreger-Gabaud (de 1967 jusqu'en juillet 1974)
- Maddly Bamy
- Evelyne Bamy
- Nelly Bamy
- Patricia Criton-Lomane
- Peggy Thi-Kim-Lan Nguyen(de 1968 à 1976)[14]
- Monecia Lytle Mc Clellan
- Lydia/Ketty Naval (de 1970 à 1976)
- Anne Lafitte (de juin 74 à fin 75)
- Maya
- Malika
- Clara Lesueur
- Marion Halphen
- Pierrette/Julie Lacroix-Calvet-Cousigne (de 1975 à 1978)
- Dany Donne Borg (de 1974 à 1978[17])
- Carole Plumelle (de juillet 1974 à 1978[11])
- Hussawa Funnilay
- Prisca/Nadine Ligeron
- Anne Sérard
- Catherine Avril
- Jenny du Pin de Majoubert
- Karine Babou
- Béatrice Sergueïeff
- Adrienne Edwards
- Françoise/Ketty Sina[18]
- Dominique Neron
- Sandra Cadet-Martinez (de 1975 à 1978, morte le 18 mai 2014[19])

## Au cinéma
Certaines des Claudettes apparaissent lors des scènes en concert et les coulisses, dans le film humoristique Drôles de zèbres, sorti en 1977, seul film auquel Claude François apporte sa participation, réalisé par Guy Lux dont il s'agit de l'unique film, en tant que réalisateur. On retrouve les Claudettes quelques années plus tard, dans le film de Jean Yanne, Je te tiens, tu me tiens par la barbichette, sorti en 1979, où elles incarnent des pom-pom girls de l'émission qui affiche le même titre que ce film.

## Les Claudettes en solo
Outre son activité de chanteur, Claude François est producteur d'autres artistes, parmi lesquels Alain Chamfort ou Patrick Topaloff. Les Claudettes participent à des émissions de télévision ; elles enregistrent un certain nombre de titres, sans Claude François : Chinese Kung-Fu en 1974, vendu à 80 000 exemplaires, Viva America en 1976, vendu à 150 000 exemplaires (ces deux titres sont interprétés par le groupe Banzaï). En 1977, les Claudettes dansent et chantent sur L'Amour toujours l'amour et Miss Disco. 
À la suite de la mort de Claude François, elles interprètent Hey, Marry Me, sous le label Polydor (Philips). Toutefois, la tentative de relancer les Claudettes comme groupe indépendant de Claude François, en les rebaptisant « Miss Disco » en 1977, ne trouve pas son public.

## Impact dans le monde du spectacle
Dans les années 1990, pour son sketch caricatural Mongola, l'humoriste Élie Kakou raconte le témoignage (fictif) d'une ancienne Claudette.
Plusieurs animateurs TV des années 1990 se sont inspirés des Claudettes pour constituer leurs propres « groupies », ayant pour l'essentiel un rôle de faire-valoir pour l'animateur. Ainsi Nagui crée les « Naguettes » pour l'émission N'oubliez pas votre brosse à dents et Vincent Lagaf' présente ses « Gafettes » dans le jeu Le Bigdil.
Les Claudettes sont aussi caricaturées par Yann Moix dans le film Podium sous le nom de « Bernadettes ».